# Masakazu Tamura
Masakazu Tamura (田村　正和 Tamura Masakazu?, Kioto, 1 de agosto de 1943 - Minato, Tokio, 3 de abril de 2021) fue un actor japonés.
Masakazu Tamura nació el 1 de agosto de 1943 en Kioto, Japón, hijo del actor japonés Tsumasaburō Bandō que murió cuando Tamura tenía solo nueve años. Sus hermanos Takahiro y Ryō también son actores. Se graduó de la Universidad de Seijo.
Se unió a la compañía Shōchiku cuando aún estaba en la universidad e hizo su debut en el cine con la película Eternal Woman en 1961.
Apareció en muchos dramas de época (jidaigeki) como Naruto Hitcho y la mayoría de sus papeles fueron hábiles espadachines. Jugó el papel de Nemuri Kyoshirō y ganó gran popularidad en 1972. Es el papel más famoso de Tamura en jidaigeki.
En 1993, Tamura interpretó a Ogami Ittō en la película Kozure Ōkami: Sono Chiisaki Te ni por la fuerte solicitud de Kazuo Koike.
Es famoso por su papel como el detective de policía cortés y altamente idiosincrásico, Furuhata Ninzaburō, en un drama homónimo del dramaturgo japonés Kōki Mitani. Este drama fue uno de los más populares en su tiempo y uno de los dramas más populares en la historia de la televisión japonesa. El drama comenzó en 1994 y Tamura siguió interpretando al detective Furuhata hasta 2006.
Tamura ganó el premio a "Mejor actor" en el Festival de Televisión de Montecarlo por su trabajo en el especial de televisión "Ah, You're Really Gone Now" en 2009. Murió de insuficiencia cardíaca el 3 de abril de 2021 a la edad de 77 años. 

## Filmografía seleccionada
- Immortal Love (1961)
- Nemuri Kyōshirō (1972-73)
- Female Prisoner Scorpion: 701's Grudge Song (1973)
- Kozure Ōkami: Sono Chiisaki Te ni (1993)
- Furuhata Ninzaburō (1994-2006)
- Nemuri Kyōshirō The Final (2018)